# Henri Mellet
Pour les articles homonymes, voir Mellet (homonymie).
Henri Louis Marie Mellet (28 mai 1852, Rennes - 23 juillet 1926, Rennes) est un architecte rennais, fils de Jacques Mellet et frère de Jules Mellet, également architectes.

## Biographie
Henri Mellet effectue tout comme son frère sa scolarité au lycée Saint-Vincent de Rennes.
Il se présente aux élections municipales françaises de mai 1892 sur la liste des « candidats des Libertés communales et religieuses ».
Son frère Jules (1846-1917) devint bénédictin à Solesmes en 1884 où il devait reconstruire la partie moderne de l'abbaye dominant la Sarthe.
Contemporain, confrère et admirateur de Arthur Regnault, il est connu dans le département d’Ille-et-Vilaine pour avoir réalisé de nombreux édifices religieux de style néo-roman inspirés en partie par l'art poitevin.

## Œuvres

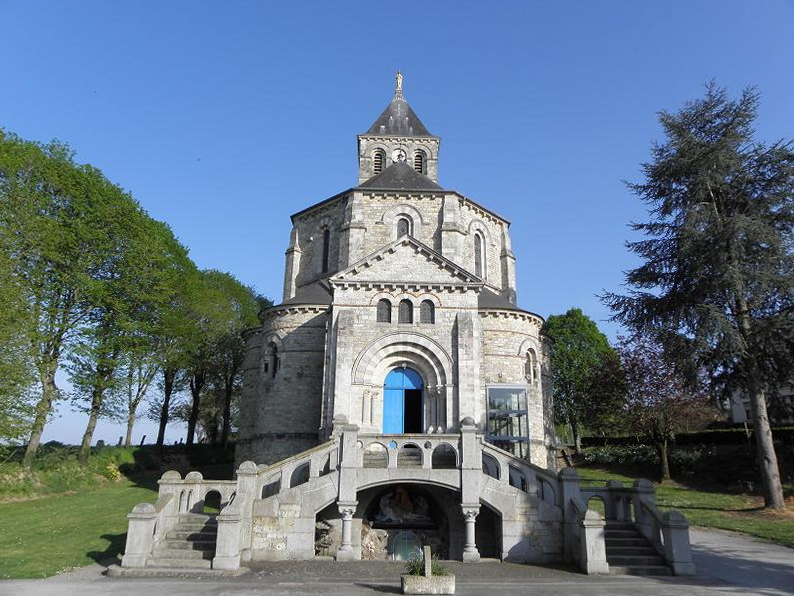
La chapelle de Notre-Dame de La Peinière.

### Édifices civils
- Châteaux
  - château de la Magnanne à Andouillé-Neuville, reconstruit par Mellet à la suite de l’incendie de 1893, inscrit MH[3],[4],[5],
  - château du Raguin de Chazé-sur-Argos, inscrit MH[6],[7],
  - château de Rosmorduc à Logonna-Daoulas (Finistère), château ancien restauré et reconstruit par Mellet, inscrit MH[8],
  - château de L'Éclosel à Nouvoitou,
  - château de Bel-Air au Pertre[9],
  - château du Brossay à Renac[10],[11],
  - château du Val à Saint-Just, inscrit MH[12],[13],
  - château du Bois-Cornillé du Val-d'Izé[14],[15];
  - château de la Montagne à Visseiche : Sur le site d'un ancien manoir attesté dès le XIIIe siècle et abandonné par la famille Hay de Nétumières en 1784 au profit du château voisin de Monbouan, le château de la Montagne est bâti en 1884 par l'architecte Henri Mellet pour le comte Pierre-Elie Hay des Nétumières. Terrasse aménagée par un architecte de Vitré, vers 1900. Construit dans le style néo XVIIe, le château est une demeure atypique dans la production d'Henri Mellet mais peut être considéré, comme un exemple représentatif et digne d'intérêt à l'échelle du département d'Ille-et-Vilaine. Le château conserve son décor intérieur.
- Hôtels particuliers et villas
  - hôtel particulier, 10 rue Hoche à Rennes[16],
  - hôtel particulier, 14 rue des Fossés à Rennes[16],
  - villa Ker Nevez à Paramé (commune de Saint-Malo), construite en 1882 pour la famille de La Tesserie[17].
- lycée Saint-Vincent à Rennes.
- mairie de La Chapelle-Erbrée[18].
- monument aux morts du Val-d'Izé[19].

### Édifices religieux
- Églises
  - église Saint-Jean-Baptiste de Bains-sur-Oust, église construite de 1854 et 1884 par son père Jacques Mellet et terminé par Henri[20].,
  - église Notre-Dame-de-Bonabry à Fougères, avec Charles Coüasnon[21],
  - église Saint-Martin de Janzé, avec son frère Jules[22],
  - église Saint-Pierre de Melesse, avec son frère Jules[23],
  - église Saint-Louis-Marie-Grignion-de-Montfort à Montfort-sur-Meu[24],
  - clocher de l’église Saint-Pierre de Mordelles, avec son frère. Les plans de l’église ont été dessinés par leur père [25],
  - église Saint-Pierre de Pléchâtel[26],
  - clocher-porche de l’église Saint-André de Renac[27],
  - église Saint-Aubin de Saint-Aubin-du-Cormier[28],
  - église Saint-Étienne de Saint-Étienne-en-Coglès[29],
  - église Saint-Malo de Saint-Malo-de-Phily, achevée en 1926 par Charles Coüasnon[30],[31],
  - église Saint-Martin de Saulnières[32],
  - église Saint-Méen de Talensac[33],
  - église Saint-Maimboeuf[34] et chapelle Notre-Dame de Beauvais du Theil-de-Bretagne[35],
  - église Saint-Étienne du Val-d'Izé[36],[37],
  - église Saint-Martin de Vitré[38].

- Chapelles
  - Chapelle Notre-Dame-de-Bon-Secours de Fougères,
  - Chapelle Saint-Vincent-de-Paul du Lycée Saint-Vincent Providence de Rennes,
  - Chapelle Notre-Dame de La Peinière à Saint-Didier[39]

## Galerie

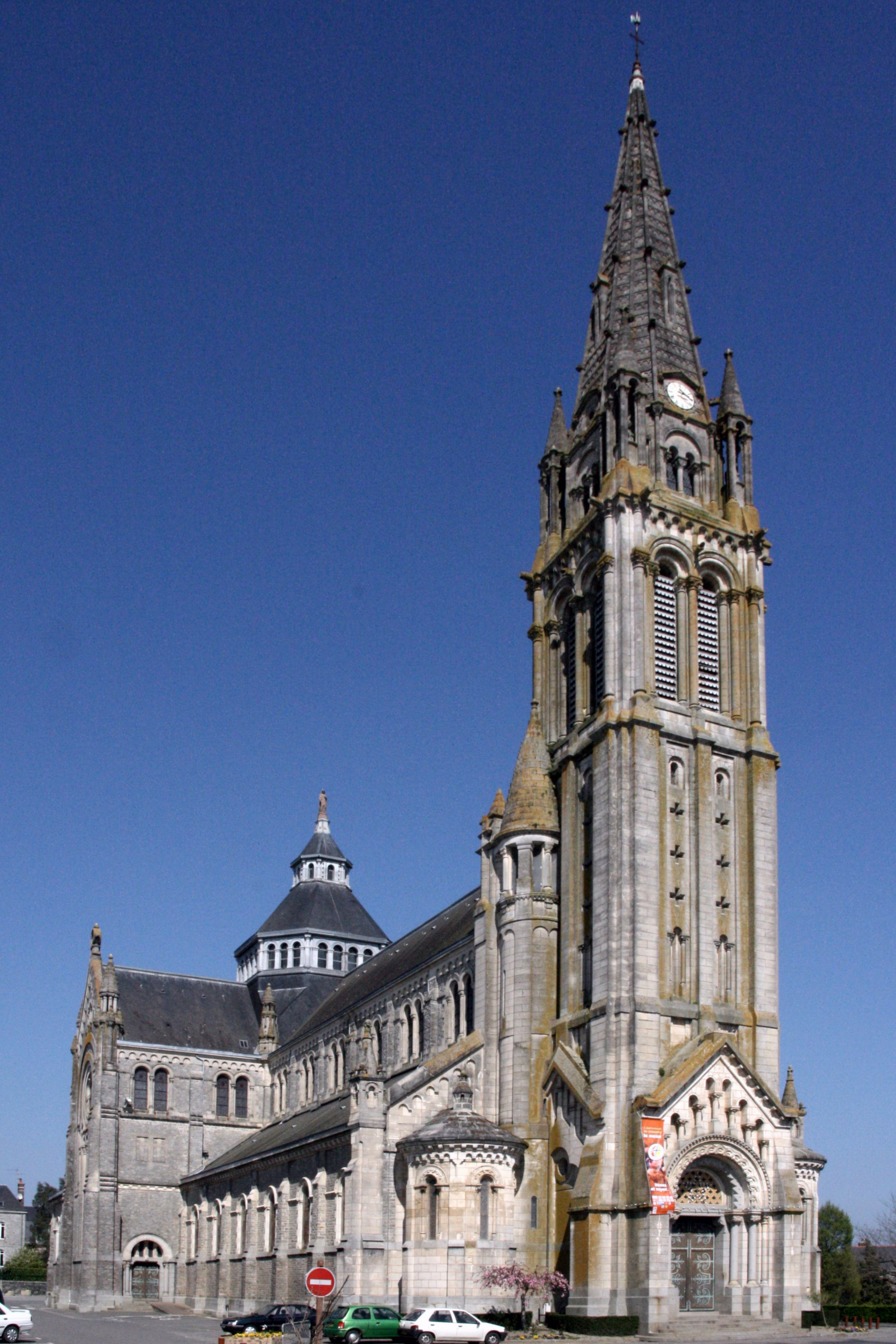
Église Saint-Martin de Janzé.
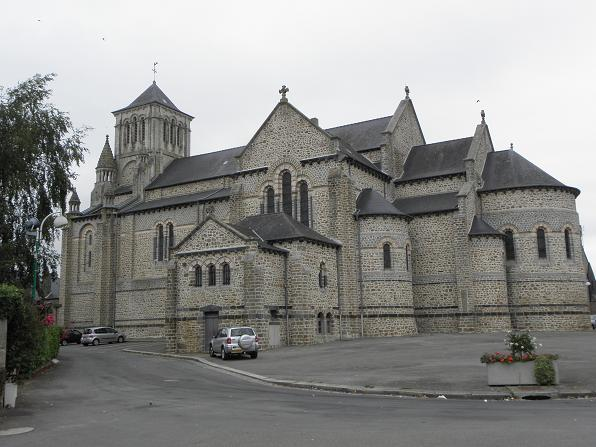
Église de Saint-Étienne-en-Coglès.
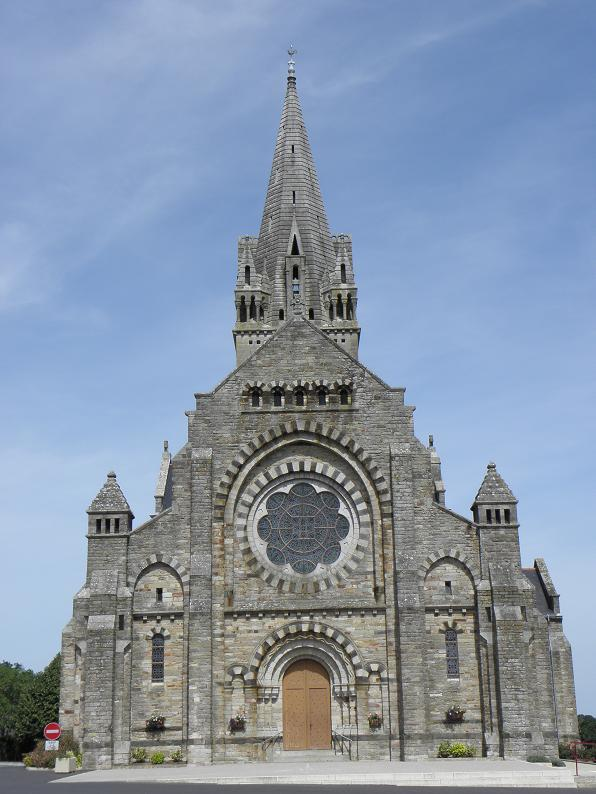
Église de Saint-Malo-de-Phily.
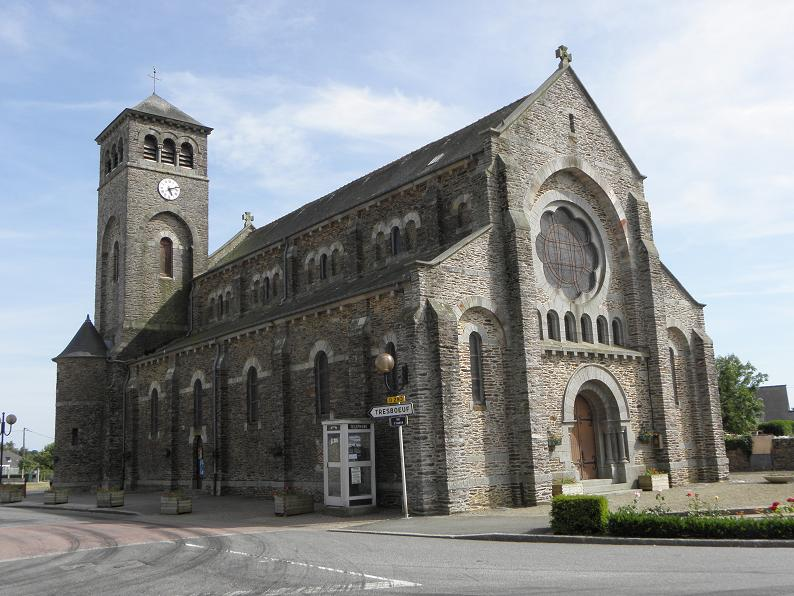
Église Saint-Martin de Saulnières.
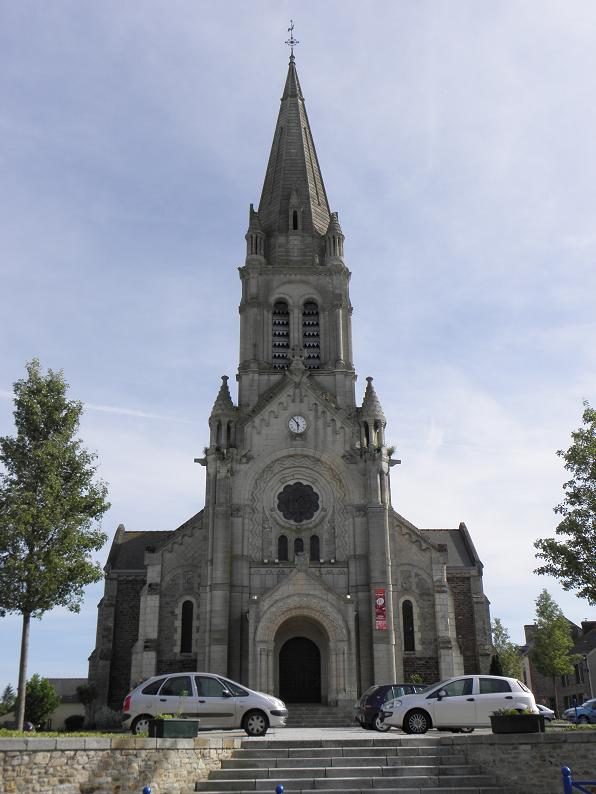
Église Saint-Maimbœuf du Theil-de-Bretagne.
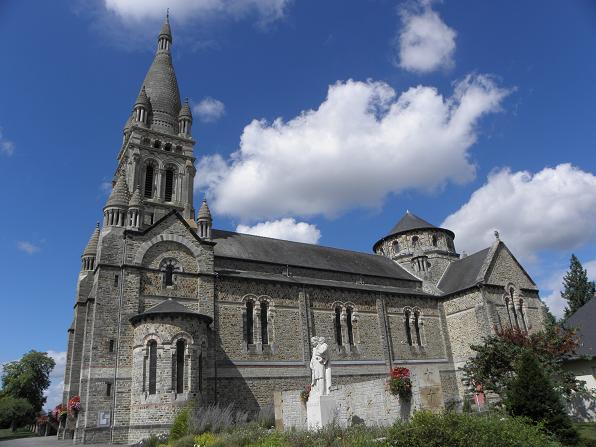
Église Saint-Étienne du Val-d'Izé.
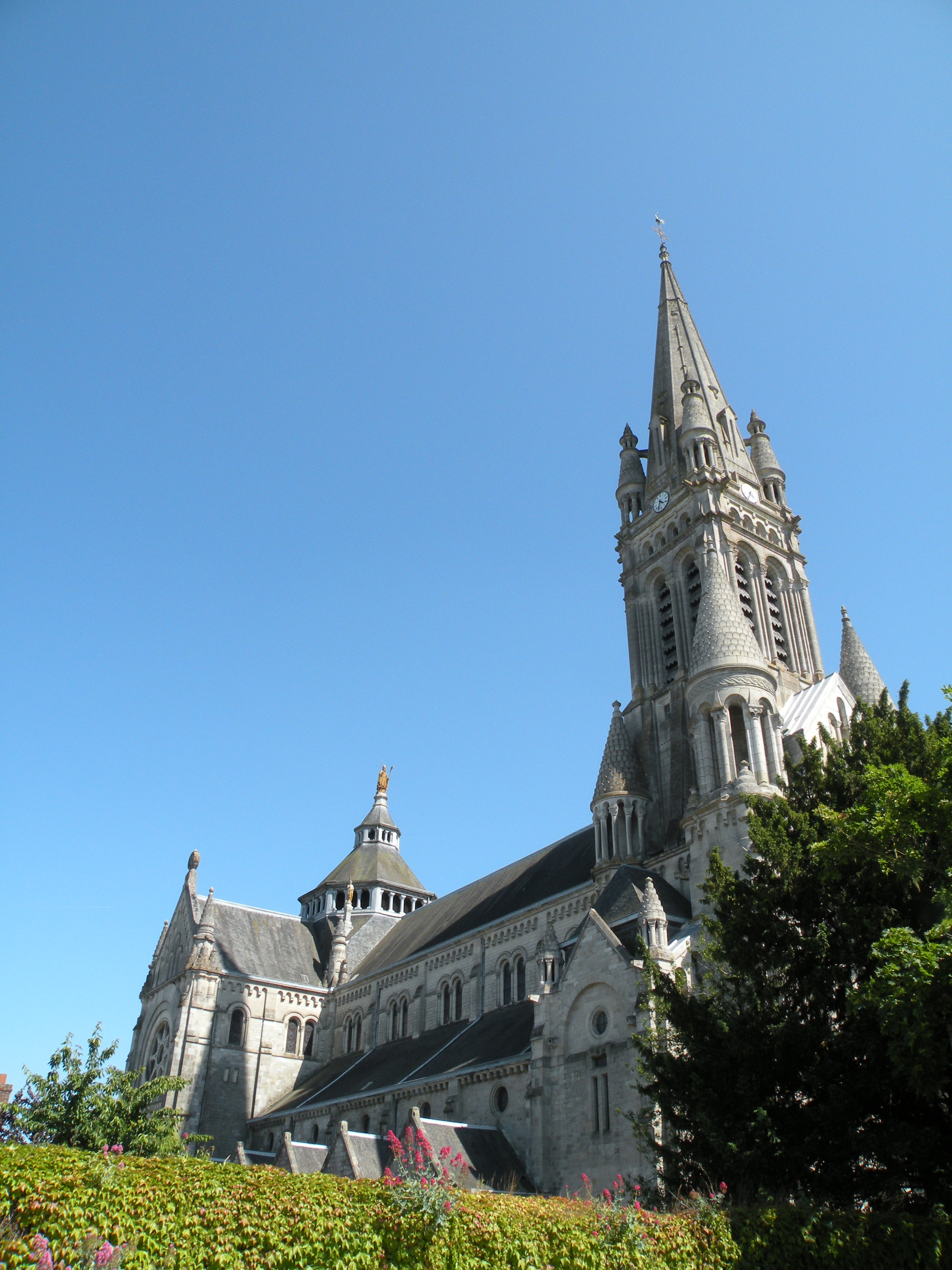
Église Saint-Martin de Vitré.
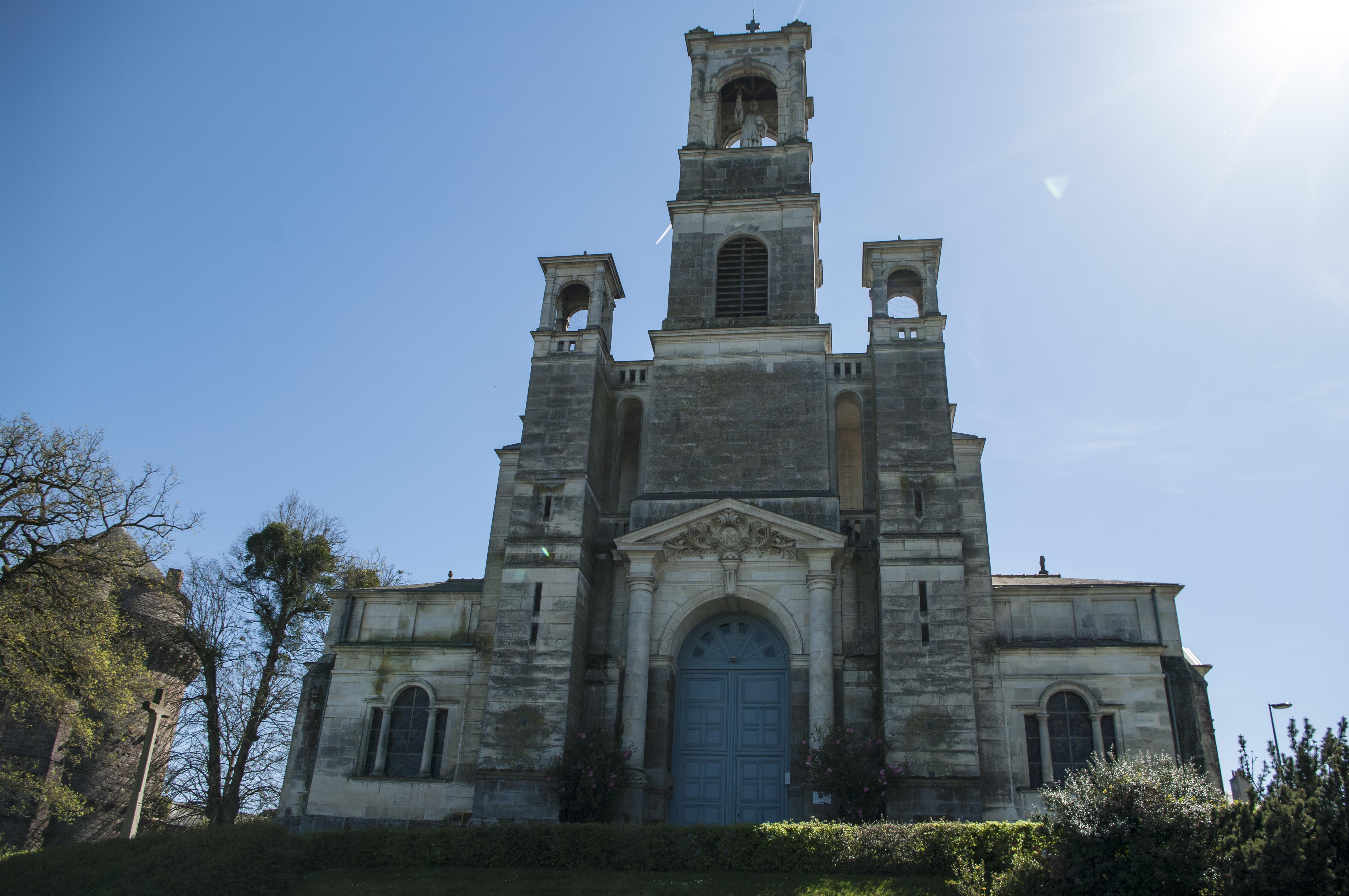
Église-St-Louis-Marie-Grignion-de-Montfort de Montfort sur Meu